# Kate Grenville
Kate Grenville (Sídney, 14 de octubre de 1950) es una de las escritoras más conocidas de Australia. Ha publicado nueve novelas, una colección de historias cortas y cuatro libros que hablan acerca del proceso de redacción. Sus libros han sido galardonados con muchos premios en Australia, además de los Premios Commonwealth Writers' Prize y el premio Orange Prize. El libro The Secret River (El río secreto), fue preseleccionado para los premios Man Booker Prize.
Sus novelas han sido publicadas alrededor del mundo y han sido traducidas a muchos idiomas. Dos de ellas se han convertido en largometrajes.  

## Biografía
Kate Grenville nació en el año 1950, en Sídney. Asistió a la Cremorne Girl’s High School (Escuela Secundaria para Niñas Cremorne), a la University of Sydney (Universidad de Sídney) donde se graduó con honores y a la University of Colorado (Universidad de Colorado). También ha trabajado como editora para Films Australia, como sub-editora de subtítulos para documentales en la SBS Television y como profesora de Escritura Creativa.
En el 2006 la University of Technology, Sydney (Universidad Tecnológica de Sídney) le adjudicó un Doctorado en Artes Creativas bajo la supervisión de Glenda Adams y Paula Hamilton. 
Grenville vive en Sídney con su esposo, su hija e hijo. Sus actividades de esparcimiento incluyen aprender a tocar el chelo y participar en una orquesta amateur.

## Carrera
La reputación de Kate Grenville como escritora de historias cortas nació en 1984, con la publicación de su colección de historias llamada Bearded Ladies (Señoras barbudas).  El novelista Peter Carey escribió a raíz de estas publicaciones: “Aquí hay alguien que realmente puede escribir”.
La primera novela que publicó se llamó, Lilian’s Story (La historia de Lilian) en 1985 y con la cual ganó el premio The Australian/Vogel Literary Award. Está basada en parte, en la historia de Bea Miles, una mujer conocida en Sídney por su carácter excéntrico. Esta historia se ha convertido en una de las novelas más queridas en Australia y en 1996 fue llevada a la pantalla grande en un largometraje protagonizado por Ruth Cracknell y Toni Collete. Collete ganó el premio del Australian Film Institute (Instituto de Cine de Australia) y el premio AACTA como mejor actriz de reparto, por su actuación como la joven Lilian.
Posteriormente, en 1986 publicó la novela Dreamhouse (Casa de los sueños), que fue llevada al cine algunos años más tarde con el nombre de Traps (Trampas). 
La novela, Joan Makes History (Joan hace historia) se publicó en 1988 y tuvo como receptor a la Australian Bicentennial Commision (Comisión Bicentenario Australiana).
En 1994, Grenville escribió otra novela basada en los personajes de Lilian’s Story (La historia de Lilian), creando una novela anexa llamada Dark Places (Lugares oscuros), que vuelve a contar la historia de los eventos que sucedieron en la novela anterior, pero desde el punto de vista del incestuoso padre de Lilian. La novela Dark Places (Lugares oscuros), ganó el premio Victorian Premier's Literary Award en 1995. La novela fue publicada en Estados Unidos bajo el nombre de Albion’s Story (La historia de Albion).
La novela The idea of perfection (La idea de la perfección), fue publicada en el año 2000 y ganó el premio Orange Award en la categoría de ficción, que era en ese entonces uno de los premios Británicos más distinguidos.
En el año 2006, fue publicada la novela The Secret River (El río secreto), la primera novela que escribió Grenville en donde trata el tema del pasado colonial de Australia y la relación de los colonos con los aborígenes australianos. The Secret River está inspirada en la historia del propio tátara-tatarabuelo de Grenville, que fue un convicto enviado a Australia desde Londres en 1806. Este libro ganó el Commonwealth Prize, el premio Christina Stead y el premio NSW Premier’s Community Relations Prize, además fue preseleccionado para los premios Man Booker Prize.
El libro Searching for The Secret River (Investigación para El río secreto), es una memoria, que fue publicada en el año 2006. Trata de la investigación y la redacción de la novela  “The Secret River”. Esta memoria traza el viaje del despertar de la conciencia y conocimiento de la autora con respecto a cómo el pasado colonial de Australia nos da una percepción acerca de su presente.
La novela The Lieutenant (El lugarteniente) publicada en el 2008, está ambientada treinta años antes que la novela The Secret River. Está basada en las anotaciones históricas del Lugarteniente William Dawes y cuenta la historia de la amistad entre un soldado que pertenecía a la “First Fleet” (primera flota) y una joven aborigen de la tribu Gadigal. Estas dos novelas juntas, exploran parte de la complejidad de las relaciones entre personas blancas y negras (Aborígenes)en el pasado de Australia. 
El libro Sarah Thornhill (2011), es una secuela de The Secret River y retoma la historia de la hija menor de William Thornhill. Se puede leer y entender independientemente sin necesidad de leer The Secret River.
Su libro más reciente se llama One Life: My Mother’s Story  (Una vida: La historia de mi madre); aquí, Grenville usa fragmentos de las memorias que su madre le dejó para construir la historia de una mujer cuya vida -en algunos casos típica para sus tiempos, en otros extraordinaria - abarca un siglo de tumultos y cambios dramáticos.
Grenville también ha escrito y coparticipado en la redacción de varios libros relativos al proceso de escritura como por ejemplo The Writing Book (EL libro de escritura), Writing From Start to Finish (Escribir de principio a fin) y Making Stories (Creando historias)(coescrito con Sue Woolfe). Estos libros han sido ampliamente empleados en talleres de escritura creativa tanto en colegios como universidades. 
Grenville también ha sido distinguida con becas de la International Association of University Women (La Asociación Internacional De Universidades De Mujeres) y por la Literary Arts Board del Australia Council (Junta De Artes Literarias Del Municipio Australiano). Sus novelas han sido publicadas en el Reino Unido y Estados Unidos además de Australia y han sido traducidas en muchos idiomas incluyendo el alemán , el sueco, el hebreo y el chino.
Su sitio en la red es kategrenville.com y su página de Facebook, hecha por sus seguidores, es www.Facebook.com/kategrenville

## Estilo y Temática
En los primeros trabajos de Grenville,  sus personajes intentaban liberarse a sí mismos de los estereotipos sociales y de su género. 
La colección de historias cortas llamada Bearded Ladies (Señoras Barbudas), trata acerca ciertas mujeres que se quieren liberar de los estereotipos que la sociedad le impone a las de su género: metafóricamente ellas son las “Mujeres Barbudas” que nombra el título.
Lilian’s Story (La Historia de Lilian), está ambientada al comienzo del siglo XX y trata de una mujer que resiste su posición social de clase media y por consiguiente el futuro que se espera para ella y que, en vez de aceptar este destino, decide vivir como una persona sin hogar, mientras se gana la vida recitando a Shakespeare. Al final de su vida, ella declara alegremente: “Continúa, George. Estoy preparada para lo que sea que venga después."
Joan Makes History (Joan Hace Historia), es una novela satírica, que reescribe la historia de Australia destacando a las mujeres por encima de los hombres. El personaje de Joan es una mujer común, que en varios aspectos vive todos los puntos más relevantes del pasado australiano. Ella “hace historia” ya sea viviendo su vida de manera simple o cambiando la historia al re-escribirla.
El libro Dreamhouse (La Casa De Los Sueños), es una comedia de humor negro acerca de los problemas en un matrimonio. Explora el tema de la liberación de los estereotipos y de aceptarse tal como son, tanto del hombre como de la mujer. Ambas partes en el matrimonio están atraídos por personas de su propio sexo: la esposa está preparada para aceptar y actuar acorde a su situación , mientras que el marido rechaza la idea.
The Idea of Perfection (La idea sobre la perfección), habla de ciertos personajes atormentados por la imposible idea de la perfección. Los dos personajes principales son de mediana edad y poco atractivos y creen que es debido a sus muchos defectos que no pueden ser amados. El viaje que emprenden les hace darse cuenta de que ser “imperfecto” es simplemente ser humano y que eso contiene su propio poder. Como la epigrafía de Leonardo da Vinci que sostiene: “Un arco son dos debilidades, que juntas hacen la fuerza”
La novela The Secret River (El Río Secreto), está ambientada en la Australia de principios del siglo XIX. Está basado en la historia de uno de los ancestros de Grenville, llamado Solomon Wiseman, el cual fue barquero Londinense que fue llevado a Australia condenado por robo. La autora toma esa historia como punto de principio para explorar temas más amplios: El legado oscuro del colonialismo, especialmente el impacto que tuvo en los aborígenes australianos. El título fue tomado de un artículo del antropólogo W. E. H. Stanner que escribió “un río secreto de sangre fluye a través de la historia de Australia”. Cuenta la historia de la relación entre los australianos de raza blanca con el pueblo Aborigen.
The Lieutenant (El lugarteniente), está ambientada en 1788 durante el primer asentamiento y cuenta la historia de uno de los primeros momentos de la relación entre blancos y aborígenes. Basado en fuentes históricas – los cuadernos de notas -en idioma aborigen Gadigal]- del Lugarteniente William Dawes,  relatan la historia de una relación de amistad única. Mientras aprendía idioma Gadigal, Dawes escribió palabra por palabra, partes de las conversaciones que tuvo con la joven que le enseñó el idioma. Grenville usó estos fragmentos de esta conversación, como base para una novela que explora el cómo es posible para dos personas tener una relación de respeto mutuo y cordialidad, a pesar de las barreras del lenguaje y la cultura que los separa. 
Lo ha descrito como “un reflejo” de la novela “The Secret River” (El río secreto).
La novela Sarah Thornhill, es una secuela de The Secret River (El río secreto). Cuenta la historia de uno de los hijos del personaje principal que aparece en el libro anterior. Sarah Thornhill, crece sin saber nada del oscuro secreto del pasado de su familia y cuando finalmente lo confronta, cambia la dirección de su vida y de sus pensamientos. Es una historia acerca de secretos y mentiras; y de cómo lidiar con un pasado con un legado oscuro. Grenville ha dicho que el libro está ambientado en el siglo XIX, pero se trata más que nada sobre los desagradables secretos de la historia de Australia que su propia generación ha heredado.
Estos tres libros forman una trilogía independiente – “The Colonial Trilogy” (La trilogía colonial) y habla sobre las tres primeras generaciones de personas de raza Blanca que se asentaron en Australia y lo que la historia compartida entre aborígenes y blancos significa para los australianos contemporáneos. Los temas en los tres libros van más allá de Australia: han sido muy leídos en todos aquellos países en donde el colonialismo ha dejado un legado problemático. 
Grenville, habitualmente se sumerge en investigaciones extensivas para crear sus novelas y a menudo usa fuentes históricas y de diversos tipos como punto de partida para echar a volar su imaginación. Dice que sus libros, “a veces están inspirados en eventos históricos, pero que son construcciones imaginativas y que no intenta escribir la Historia”